# Laforce
Pour l’article homonyme, voir Laforce (homonymie).
Laforce est une municipalité de la province de Québec (Canada), dans la municipalité régionale de comté de Témiscamingue de la région administrative Abitibi-Témiscamingue.

## Toponymie
Fondée en 1938, la colonie de Laforce est nommée en l'honneur du ministre de la colonisation de l'époque, Joseph-Ernest Laforce.

## Histoire
C'est l'ouverture en 1937, du chemin qui relie Moffet à Laforce qui a permis le développement de cette colonie bâtie au cœur d'une vaste forêt vierge. Le premier à s'y établir est le commerçant et industriel Cyriaque Larouche, arrivé le 28 mai 1938. C'est lui qui ouvre le premier magasin (Magasin Devlin 1938) et le premier moulin à scie. Les premiers colons sont Napoléon Breton et son fils Rosaire, arrivés le 5 juillet 1938 pour y défricher la première terre du canton Brodeur. Sa famille de 19 enfants arriva à l'automne 1938. Un premier groupe de 13 colons arrive le 18 juillet 1938, un second le 1er août 1938 et un troisième le 7 octobre 1938. La première école ouvre ses portes en 1938. Laforce est un village qui respecte en tous points les prescriptions du Ministère de la colonisation. On y retrouve encore toutes les composantes d'un village de colonie des années 1930 et 1940 : le presbytère, le dispensaire, le magasin général, la résidence de Cyriaque Larouche, l'école, l'église et la première ferme. Plusieurs maisons du village et même l'église ont conservé leur revêtement extérieur ancien et respectent les plans approuvées par le Ministère. On y retrouve également une grange de colonie typique avec sa toiture mansardée.
Le 1er janvier 1979, Laforce devient une municipalité. C'est la dernière-née des municipalités témiscamiennes.

## Accès
Une route non-numérotée de 110 km qui emprunte le tracé des chemins forestiers relie Laforce à Val-d'Or, un pôle urbain majeur. Cette route méconnue est praticable à l'année.

## Démographie
| 1991 | 1996 | 2001 | 2006 | 2011 | 2016 | 2021 |
| ---- | ---- | ---- | ---- | ---- | ---- | ---- |
| 225  | 295  | 299  | 174  | 245  | 231  | 266  |

## Économie
La Municipalité a sur son territoire des terres fertiles, où aucun engrais chimique n’a jamais été épandu. Il est donc possible d'y faire de l'agriculture biologique surtout dans un contexte de mondialisation de l'agriculture.
En ce qui a trait au tourisme, il y a un camping municipal aux abords du lac Simard et la pêche sportive peut y être pratiquée en toutes saisons. On peut aussi avoir accès à des sentiers pédestres longeant des rapides de la rivière Klock.

## Administration
Les élections municipales se font en bloc pour le maire et les six conseillers.
| Laforce Maires depuis 2001                                                                                           |                    |         |          |
| Élection | Maire              | Qualité | Résultat |
| 2001 | Gérald Charron     |         | Voir     |
| 2005 | Gérald Charron     | Voir    |          |
| 2009 | Gérald Charron     | Voir    |          |
| 2013 | Isabelle Morin     |         | Voir     |
| 2017 | Gérald Charron (2) |         | Voir     |
| 2021 | Gérald Charron (2) | Voir    |          |
| Élection partielle en italique Depuis 2005, les élections sont simultanées dans toutes les municipalités québécoises |                    |         |          |